# Ocotea nutans
Ocotea nutans är en lagerväxtart som först beskrevs av Christian Gottfried Daniel Nees von Esenbeck, och fick sitt nu gällande namn av Carl Christian Mez. Ocotea nutans ingår i släktet Ocotea och familjen lagerväxter. Inga underarter finns listade i Catalogue of Life.